# Pactul Ecologic European
Pactul Ecologic European este un set de inițiative politice ale Comisiei Europene cu scopul general de a face Europa climatică neutră în 2050. De asemenea, va fi prezentat un plan de evaluare a impactului pentru a crește obiectivul UE de reducere a emisiilor de gaze cu efect de seră pentru 2030 la cel puțin 50% și spre 55% comparativ cu nivelurile din 1990.
În contextul Acordului de la Paris și, prin urmare, utilizând emisiile actuale ca linie de bază, deoarece din 1990 emisiile UE au scăzut deja cu 25% în 2019, o țintă de reducere de 55% folosind 1990 ca linie de bază reprezintă în termeni 2019 un obiectiv de reducere de 40% : (0,55-0,25) / (1-0,25) = 0,40.
Conform Raportului privind decalajul emisiilor 2020 al UNEP (Programul Națiunilor Unite pentru Mediu), îndeplinirea obiectivului de creștere a temperaturii cu 1,5 ° al Acordului de la Paris (cu 66% probabilitate) necesită GtCO2e 34/59 = 57% reducerea emisiilor la nivel global de la nivelurile din 2019 până în anul 2030 , prin urmare, cu mult peste obiectivul de 40% al Acordului verde european.
Acest obiectiv de reducere a emisiilor de 57% în 2030 reprezintă reduceri globale medii, în timp ce economiile avansate ar trebui să contribuie mai mult.
Planul constă în revizuirea fiecărei legi existente cu privire la meritele sale climatice și, de asemenea, introducerea unei noi legislații privind economia circulară, renovarea clădirilor, biodiversitatea, agricultura și inovarea.
Președintele Comisiei Europene, Ursula von der Leyen, a declarat că Acordul european european va fi „momentul omului pe Lună” al Europei, deoarece planul ar face din Europa primul continent neutru din punct de vedere climatic. Von der Leyen l-a numit pe Frans Timmermans în funcția de vicepreședinte executiv al Comisiei Europene pentru acordul verde european. La 13 decembrie 2019, Consiliul European a decis să continue planul, cu posibila renunțare a Poloniei. La 15 ianuarie 2020, Parlamentul European a votat și pentru a susține acordul, cu cereri de ambiție mai mare.

## Pactul european privind clima
Pactul european pentru climă este o inițiativă a Comisiei Europene care sprijină implementarea Pactului ecologic european. Este o mișcare pentru a construi o Europă mai verde, oferind o platformă pentru a lucra și a învăța împreună, a dezvolta soluții și a realiza o schimbare reală.
Pactul oferă oamenilor, comunităților și organizațiilor oportunități de a participa la acțiunile climatice și de mediu în întreaga Europă. Prin angajamentul față de Pact, părțile interesate europene se angajează să întreprindă acțiuni concrete în materie de climă și mediu, într-un mod care poate fi măsurat și/sau urmărit. Participarea la Pact este o oportunitate pentru organizații de a-și împărtăși călătoria de tranziție cu colegii lor și de a colabora cu alți actori către obiective comune.  

## Scopuri
Scopul general al Pactului Verde European este ca Uniunea Europeană să devină primul „bloc neutru din punct de vedere climatic” din lume până în 2050. Are obiective extinse la multe sectoare diferite, inclusiv construcții, biodiversitate, energie, transport și alimentație. 
Planul include potențiale taxe vamale la carbon pentru țările care nu își reduc poluarea cu gaze cu efect de seră în același ritm. Mecanismul pentru a realiza acest lucru se numește mecanismul de ajustare a frontierei de carbon (CBAM).  De asemenea, cuprinde:
- un plan de acțiune pentru economia circulară, [12] Comisia Europeană a lansat o serie de publicații despre economia circulară, inclusiv una care solicită statelor membre să desfășoare activități legate de schimbarea economiilor lor în economii circulare. CE a devenit într-adevăr o componentă cheie a Acordului Ecologic european și a Planului de Redresare a coronavirusului al Comisiei Von der Leyen (2019-prezent) și a fost o componentă cheie a ambiției Comisiei Juncker de a crea un plan sustenabil, de eficientizare a resurselor, competitiv din punct de vedre economic, și care, totodată, să reducă emisiile de carbon. [13]
- o revizuire și o posibilă revizuire (dacă este necesar) a tuturor instrumentelor de politică relevante legate de climă, inclusiv sistemul de comercializare a certificatelor de emisii ;
- o strategie de la fermă la furculiță împreună cu o schimbare a focalizării de la conformitate la performanță (care va recompensa fermierii pentru gestionarea și stocarea carbonului în sol, management îmbunătățit al nutrienților, reducerea emisiilor, ...),
- o revizuire a Directivei privind impozitarea energiei, care analizează îndeaproape subvențiile pentru combustibilii fosili și scutirile de taxe (aviație, transport maritim);
- o strategie de mobilitate durabilă și inteligentă și
- o strategie forestieră a UE. Acesta din urmă va avea drept obiective cheie împădurirea eficientă, precum și conservarea și restaurarea pădurilor în Europa.

## Domenii de politici

### Energie curată
Neutralitatea climatică până în anul 2050 este principalul obiectiv al Pactului ecologic european.  Pentru ca UE să-și atingă obiectivul de neutralitate climatică, un prim pas este decarbonizarea sistemului energetic, urmărind să atingă „zero emisii nete de gaze cu efect de seră până în 2050”.  Directiva lor relevantă în domeniul energiei este destinată a fi examinată și ajustată dacă apar zone cu probleme. Multe alte reglementări în vigoare și în prezent vor fi, de asemenea, revizuite.  În 2023, statele membre își vor actualiza planurile naționale în materie de climă și energie pentru a adera la obiectivul UE în materie de climă pentru 2030.  Principiile cheie includ:
- să „prioritizeze eficiența energetică ”
- să „dezvolte sector energetic bazat în mare parte pe resurse regenerabile”,
- să asigure o aprovizionare cu energie accesibilă a UE
- și de a avea o „piață a energiei UE digitalizată complet integrată, interconectată”. [17]

În 2020, Comisia Europeană și-a dezvăluit strategia pentru un viitor energetic mai ecologic și mai curat. Strategia UE pentru integrarea sistemului energetic servește drept cadru pentru o tranziție energetică, care cuprinde măsuri pentru realizarea unui sistem mai circular și măsuri pentru implementarea unei electrificări mai directe, precum și pentru dezvoltarea combustibililor curați (inclusiv hidrogenul  ). Alianța Europeană pentru Hidrogen Curat a fost lansată, de asemenea, deoarece hidrogenul are un rol special de jucat în această schimbare seismică.  
Până în 2023, tehnologia ecologică era unul dintre puținele sectoare din UE în care investițiile de capital de risc s-au egalat cu cele din Statele Unite, evidențiind impactul obiectivelor ambițioase ale UE în materie de climă și al subvențiilor guvernamentale. Acordul ecologic european și politicile guvernamentale aferente au generat investiții substanțiale în tehnologie ecologică, în special în domenii precum stocarea energiei, inițiativele economiei circulare și tehnologia agricolă. Această concentrare a permis UE să reducă decalajul de investiții existent față de SUA în aceste sectoare strategice. 

### Construire și renovare
Acest domeniu de politică vizează procesul de construcție și renovare, în ceea ce privește metodele lor nesustenabile în prezent. Multe resurse neregenerabile sunt folosite și în acest proces. Astfel, planul se concentrează pe promovarea utilizării unor metode de construcție eficiente din punct de vedere energetic, cum ar fi clădirile rezistente la climă, creșterea digitalizării și aplicarea regulilor privind performanța energetică a clădirilor. Renovarea locuințelor sociale va avea loc și pentru a reduce prețul facturilor la energie pentru cei mai puțin capabili să finanțeze aceste costuri.  Acestea urmăresc să tripleze rata de renovare a tuturor clădirilor pentru a reduce poluarea emisă în timpul acestor procese. 
Tehnologiile digitale sunt importante pentru atingerea obiectivelor de mediu ale Pactului ecologic european. Tehnologiile digitale emergente, dacă sunt aplicate corect, au potențialul de a juca un rol esențial în abordarea problemelor de mediu. Mobilitatea în orașe inteligente, agricultura de precizie, lanțurile de aprovizionare durabile, monitorizarea mediului și predicția catastrofelor sunt doar câteva exemple.  

### De la fermă la furculiță
Strategia „De la fermă la furculiță” urmărește problema sustenabilității alimentelor, precum și sprijinul alocat producătorilor, adică fermierilor și pescarilor. Domeniile țintă specifice includ reducerea utilizării pesticidelor chimice, creșterea disponibilității opțiunilor alimentare sănătoase și ajutarea consumatorilor să înțeleagă evaluările de sănătate ale produselor și ale ambalajelor durabile. 